# ペルセ岩
ペルセ岩 （Rocher Percé）は、切り立った崖と壮大な天然橋を持つ岩だらけの無人島である。島は、カナダ・ガスペ半島の東端、セント・ローレンス湾にあり、ケベック州の村ペルセと向かい合っている。沖合に浮かぶボナヴァンテュール島とともに、ペルセ岩は、Sépaq（ケベック州政府の自然公園管理部門）が管理を行うイル・ボナヴァンテュール・エ・デュ・ロシェ・ペルセ国立公園の一部となっている。
ペルセ岩はガスペ半島最大のシンボルとみなされている。2018年にユネスコ世界ジオパークに指定される。

## 地理
島は3億7500万年前に生じた石灰岩の海食柱で、長さ433m、幅90m、標高最高地点88mである。岩の重量は500万トンと推測される。天然橋そのものは15mの高さがある。ペルセ岩は、干潮時に現れるトンボロによって本土とつながっている。その台地の上に植物の薄い植生をもち、島は海鳥の避難所として機能し、オオハシウミガラス、ウミガラス、ハジロウミバト、ミツユビカモメ、カワウ、ミミヒメウ、セグロカモメ、オオカモメ、クロワカモメが集まる。

## 歴史

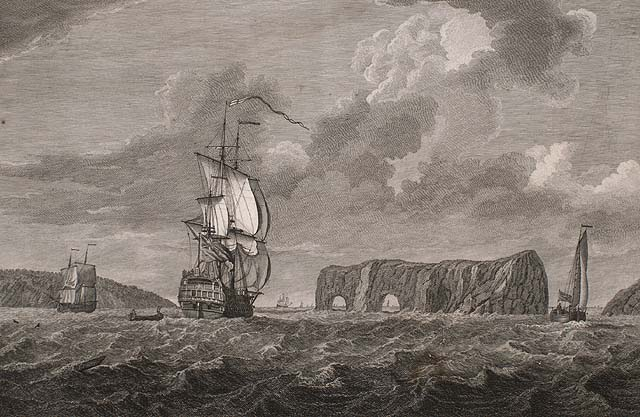
2つの天然橋を持つペルセ岩。1760年に画家ハーヴェイ・スミスが描いた絵画

かつて、ペルセ岩は大陸とつながっていた。16世紀初め、フランスの初期の航海者ジャック・カルティエはこの地に到着し、岩層に3つの天然橋があることに気が付いた。長い時間の間に、これらのうち2つの天然橋が姿を消した。2つめの天然橋の崩壊は1845年6月17日に発生し、柱は岩から離れ、オベリスクと呼ばれるようになった。現在残る天然橋は約400年後に姿を消すと推定されている。
20世紀初頭から、旅行者たちがガスペ、ペルセ、ボナヴァンテュール島を訪れるようになった。

## 伝説
ブランシュ・ド・ボーモンは、ペルセ岩にたつというケベックの伝説的な女性である。ノルマンディー生まれの美しいブランシュ・ド・ボーモンは、16歳の時に熱愛する騎士レーモン・ド・ネラックと婚約した。騎士はイロコイ族と戦うためブランシュを残してヌーベル・フランスへ旅立った。ブランシュは騎士を追いかけてヌーベル・フランスへ向かった。しかし、ブランシュの乗った船は海賊に攻撃され、海賊の船長は捕えたブランシュと結婚することにした。彼女は運命を受け入れるふりをしたが、結婚式の日、乗組員たちの目の前で水中に飛び込み、海の中に姿を消した。
次の夜、海賊船は濃い霧に巻き込まれた。海賊船が霧から脱すると、巨大な岩と対峙していることに気づいた。恐れおののく乗組員たちは、岩の頂上にヴェールをかぶった人物がいるのを見た。彼らはそれがブランシュだと気づいた。これが海賊への呪いの始まりであり、海賊船は岩に変えられた。
騎士ネラックはイロコイ族に殺害された。
伝説によれば、ペルセ岩に霧が出ると、騎士ネラックを探すブランシュの姿を垣間見るという。

## 文学
アンドレ・ブルトンは、『秘法十七番』において、彼を魅了したガスペ半島とペルセ岩を呼び起こしている。1946年、詩人イヴァン・ゴル（fr:Yvan Goll）はペルセ岩に触発された詩、Le Mythe de la Roche percéeを書いている。

## ギャラリー

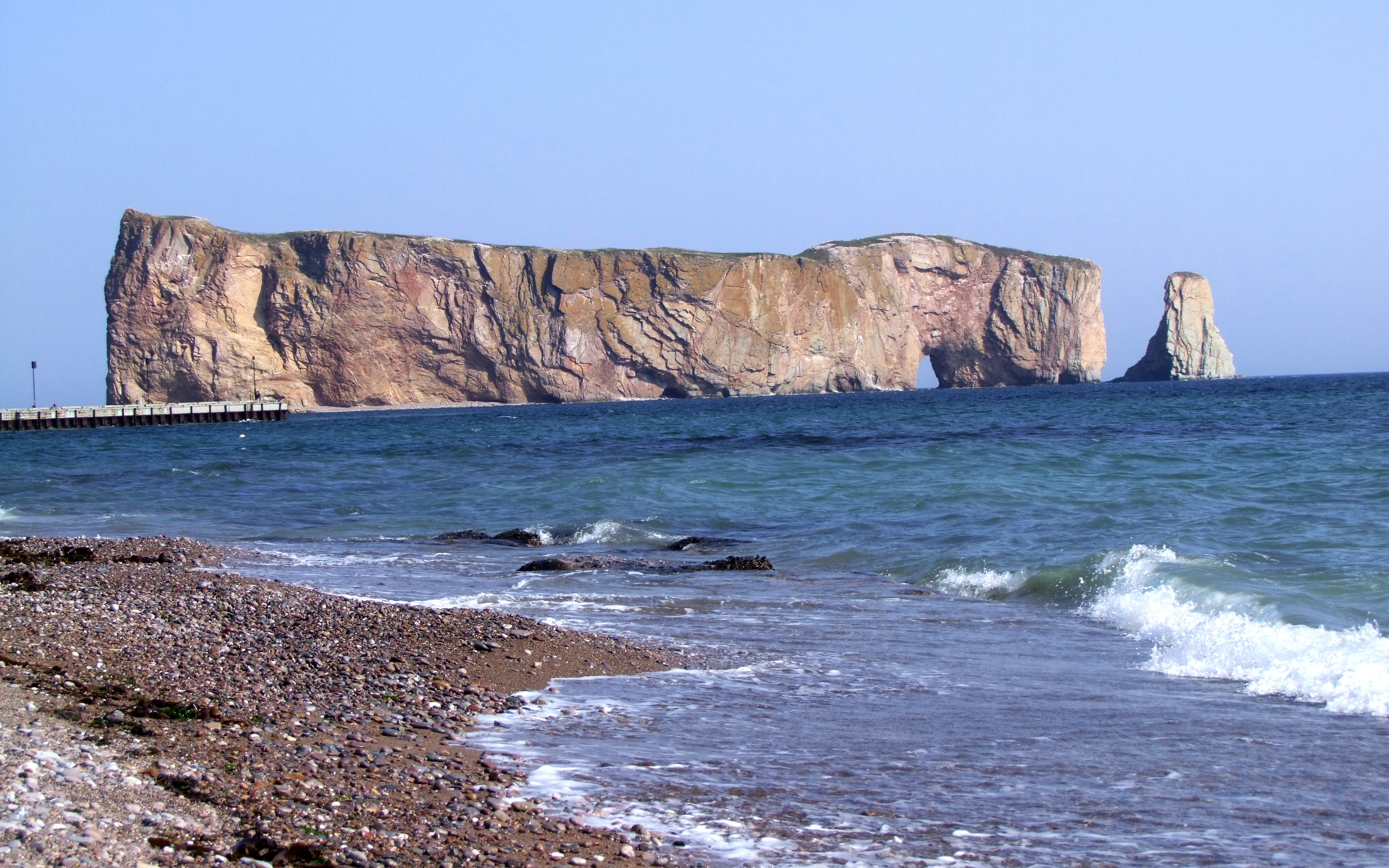
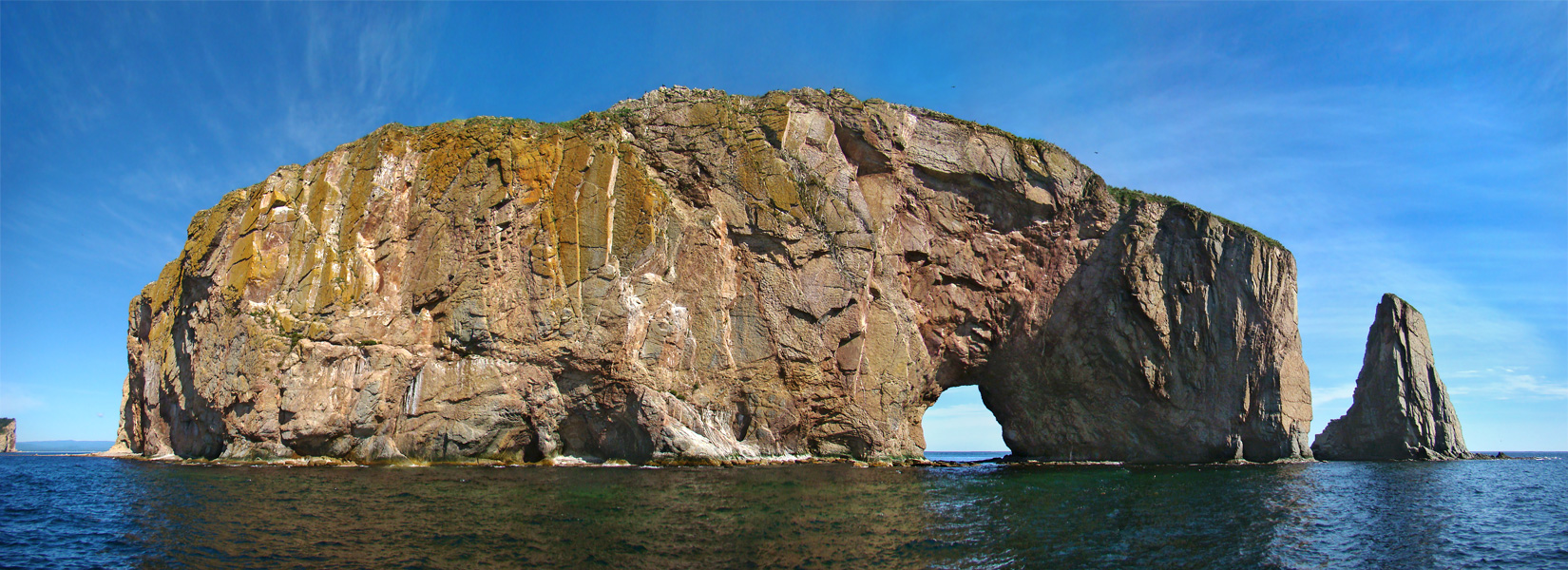
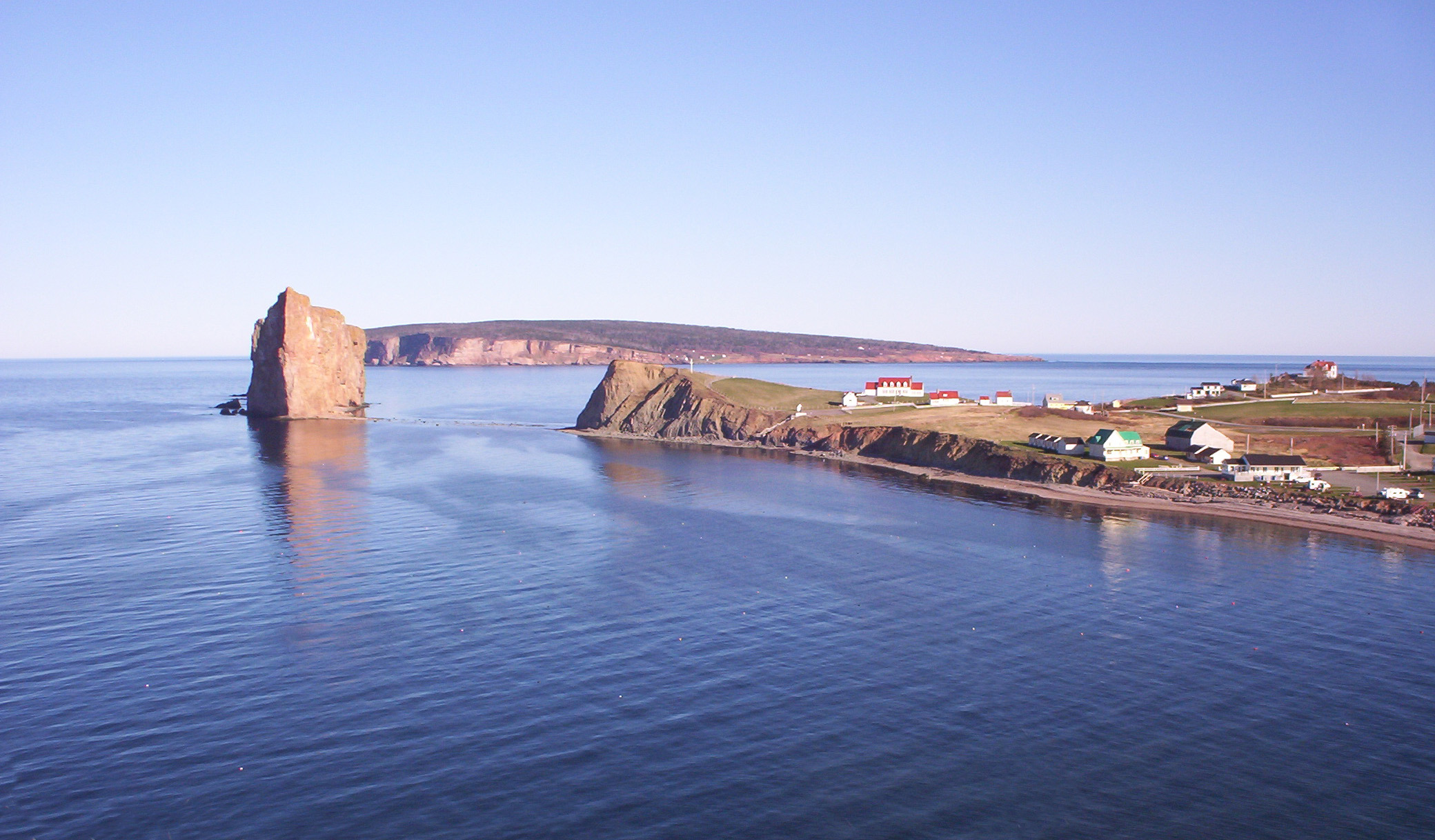
岩、モン・ジョリ岬、水平線上にボナヴァンテュール島
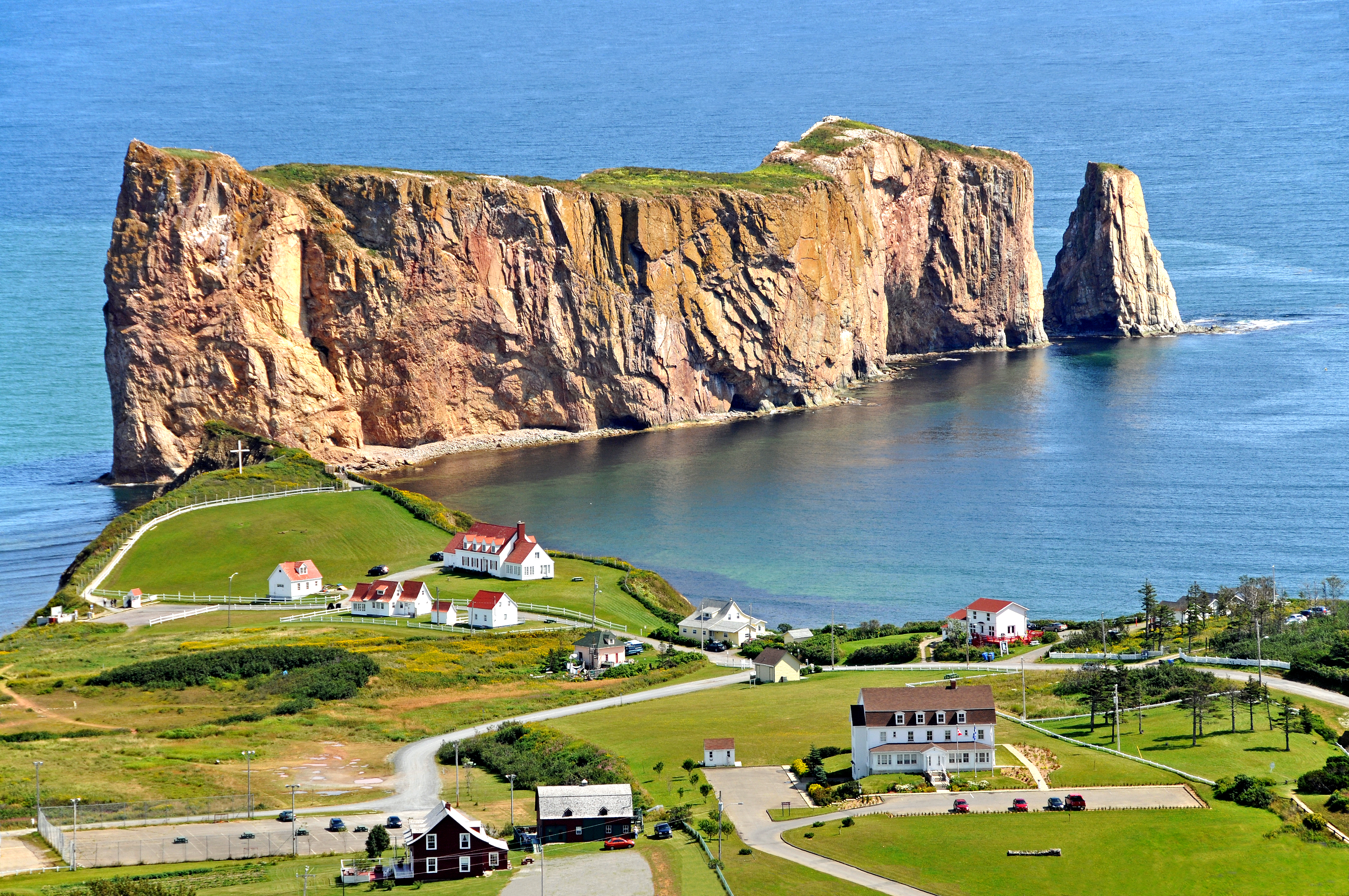
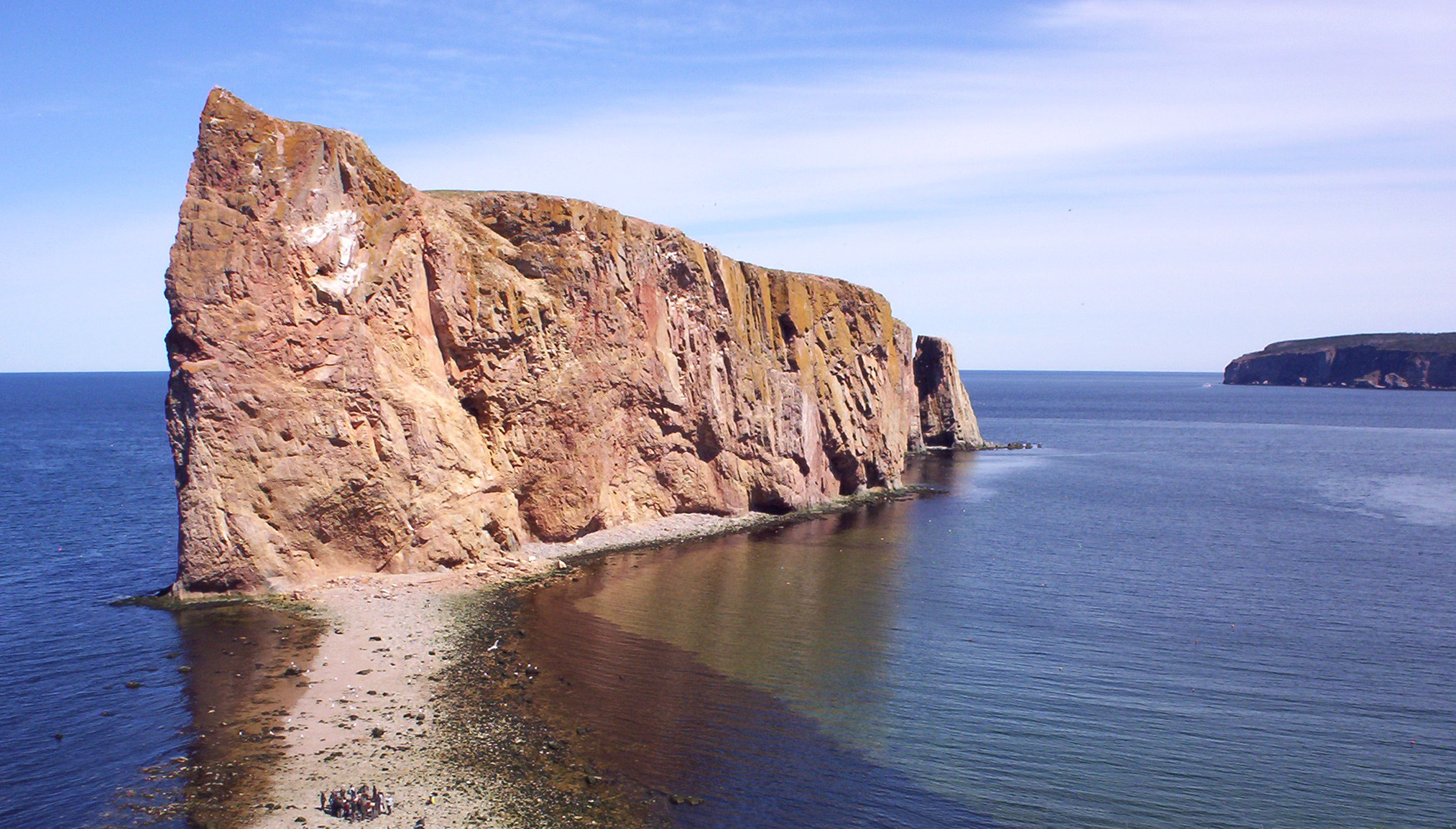
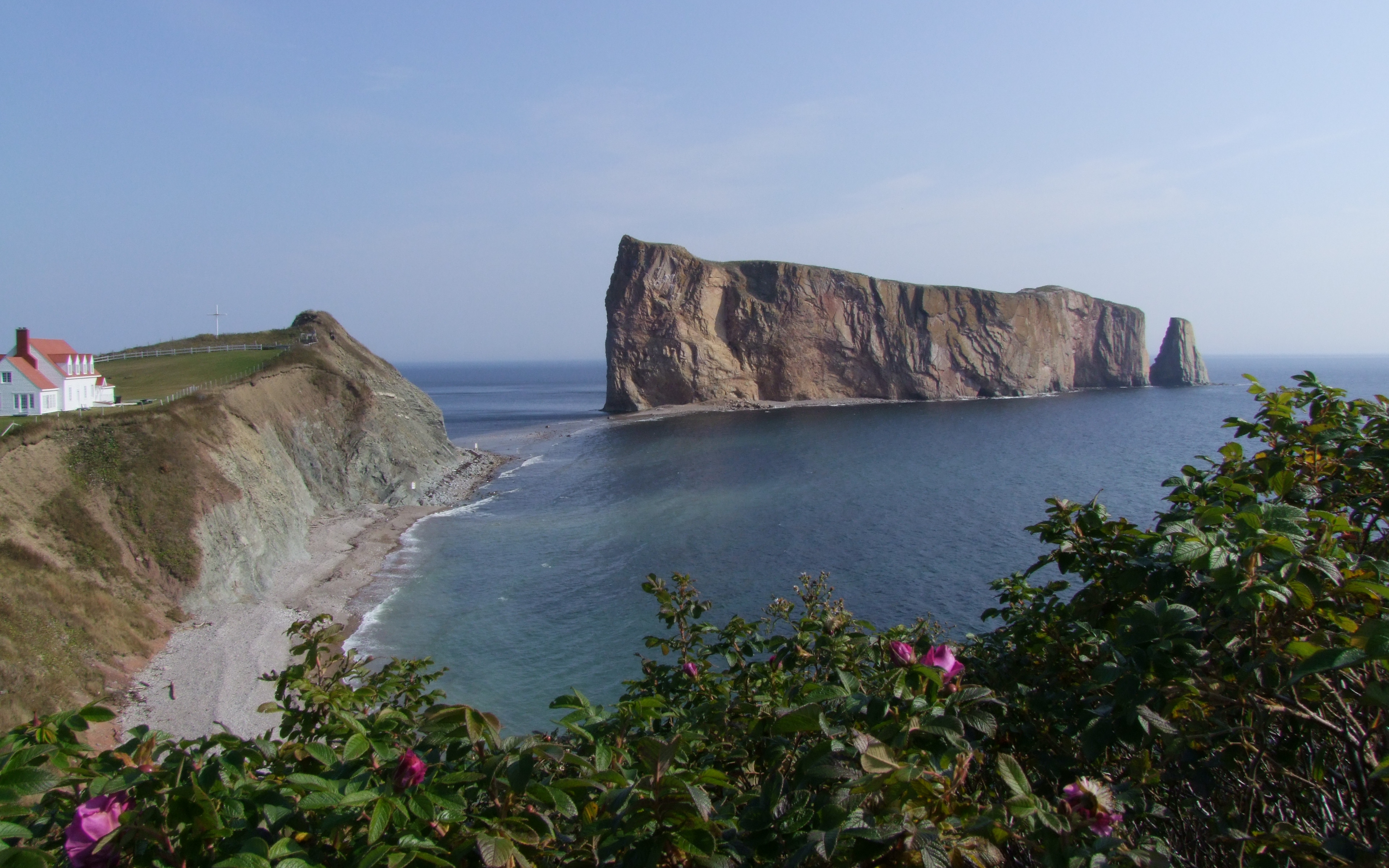
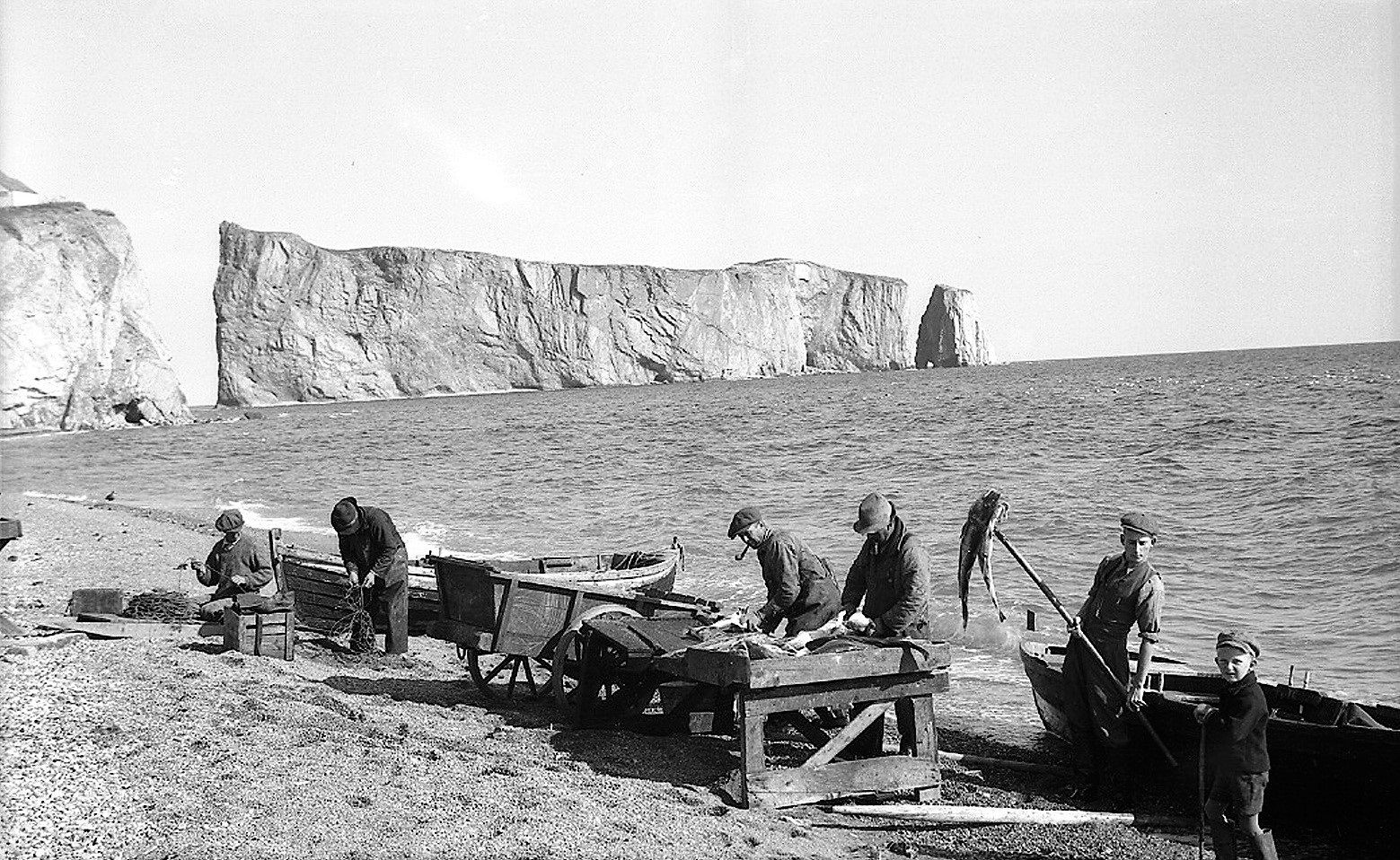
ペルセ岩と向かい合う浜で、タラの水揚げをする人々。1940年代

## 参照
1. ↑  Catherine Saguès, Nathalie De Grandmont, Le Québec par l'autre bout de la lorgnette, Les Presses de l'Université Laval, 1997, p. 273, ISBN 2763775004,
2. ↑  “PERCÉ UNESCO GLOBAL GEOPARK (Canada)” (英語). UNESCO (2021年7月26日). 2022年10月20日閲覧。
3. ↑  Perce, the City
4. ↑  quebecmaritime.ca
5. ↑  Goll, Yvan (1950) [1947]. Le Mythe de la Roche percée (フランス語) (2 ed.). Paris: Hémisphères. BNF b41650937h。